# Ohen
Ohen est le huitième Oba (monarque) du royaume du Bénin, qui règne de 1334 à 1370. Il est le fils et successeur d'Oba Oguola, qui conquiert le royaume d'Akure (en) et le royaume d'Ekiti. Il construit les premières douves autour de Benin City. Il étend le contrôle du Bénin à l'ouest et à l'est sur plusieurs États tributaires. Il interagit  avec les Portugais et les Anglais et reçoit d'eux des cadeaux tels qu'un télescope.

## Biographie

### Jeunesse et accession
Oba Ohen est le troisième fils d'Oba Oguola qui étend le royaume du Bénin à l'ouest et à l'Est, incorporant le royaume d'Akure (en) et d'Ekiti et construisant les premiers murs d'Edo. Il succède à son frère aîné Oba Udagbedo, décédé sans héritier mâle. Oba Ohen est décrit comme un homme beau et intelligent, qui poursuit la politique expansionniste de son père et de son frère. 

### Règne
Il étend le royaume à l'ouest, jusqu'au Dahomey (actuelle République du Bénin), et à l'est, jusqu'au delta du Niger. Il consolide également son autorité sur les royaumes yoruba d'Owo, Ondo et Ijebu en les transformant en État tributaire.
Oba Ohen est également le premier Oba à établir des relations diplomatiques avec les puissances européennes, notamment les Portugais et les Britanniques. Il envoie des ambassadeurs à Lisbonne et à Londres et reçoit des envoyés et des commerçants des deux pays. Il reçoit également des cadeaux de leur part comme un télescope avec lequel il observe les étoiles et la lune. Il s'intéresse à la culture et à la technologie européennes et encourage l'échange de connaissances et le commerce avec elles.
Il s'investit sur le plan économique afin de fédérer une nouvelle guilde d'artisan qui se concentrent sur le tissage. Cette pratique existe avant son règne, mais se renforce autour d'une guilde et devient la pratique exclusive d'une élite de la société. Il crée également une guilde dédiée à la cour royale. Le règne d'Oba Ohen représente le point pivot sur le plan sociopolitique et économique du royaume du Bénin.

### Récit de la tradition orale

#### Liaison secrète
Oba Ohen a une liaison secrète avec une femme nommée Elere, qui vit dans le village d'Ute, de l'autre côté de la rivière Ikpoba . Elere est un descendant de la famille Ogiamiẹn, les premiers dirigeants de Benin City, qui sont déplacés par la dynastie Oranmiyan. Le mariage entre les Oba et la famille Ogiamiẹn est interdit par le traité qui découle de la bataille d'Ekiokpagha et qui a mis fin au conflit. Oba Ohen, cependant, voulait l'épouser . Selon la tradition orale, il lui rend visite en se déguisant en roturier  et lui fait des promesses de mariage.
Ces visites secrètes éveillent les soupçons de ses courtisans et de ses chefs qui cherchent à dénoncer l'affaire et la violation du traité. Ils découvrent son itinéraire et placent des plantes urticantes (ero) pouvant provoquer la paralysie sous le pont qu'emprunte Ohen lors de ses voyages en secrets. L'Oba est affecté mais les effets de la paralysie sont fortement retardés. Malheureusement, une autre plante est utilisée et plonge Ohen dans un sommeil important, si bien qu'il est découvert chez Elere par le père de celle-ci.
Oba Ohen se retrouve confronté à un dilemme : s'il retourne au palais, il révèle officiellement l'affaire et la violation du traité. Il élabore un plan pour se déguiser avec des masques et rentrer au palais en dansant . Il utilise les matériaux de la maison d'Elere pour improviser costumes et masques, et rejoint le festival masqué Ekoko n'Ute, qui est une danse traditionnelle du peuple Ute . Il demanda à jouer pour l'Oba, dans l'espoir de tromper ses ennemis et d'entrer dans le palais inaperçu . Le plan réussit et Oba Ohen et Elere entrent dans le palais, où ils reprennent leurs tenues habituelles . Oba Ohen assiste au spectacle tandis qu'Elere intègre le harem . Elere accouche plus tard un fils nommé Ogun, qui deviendra Oba Ewuare .

#### Paralysie

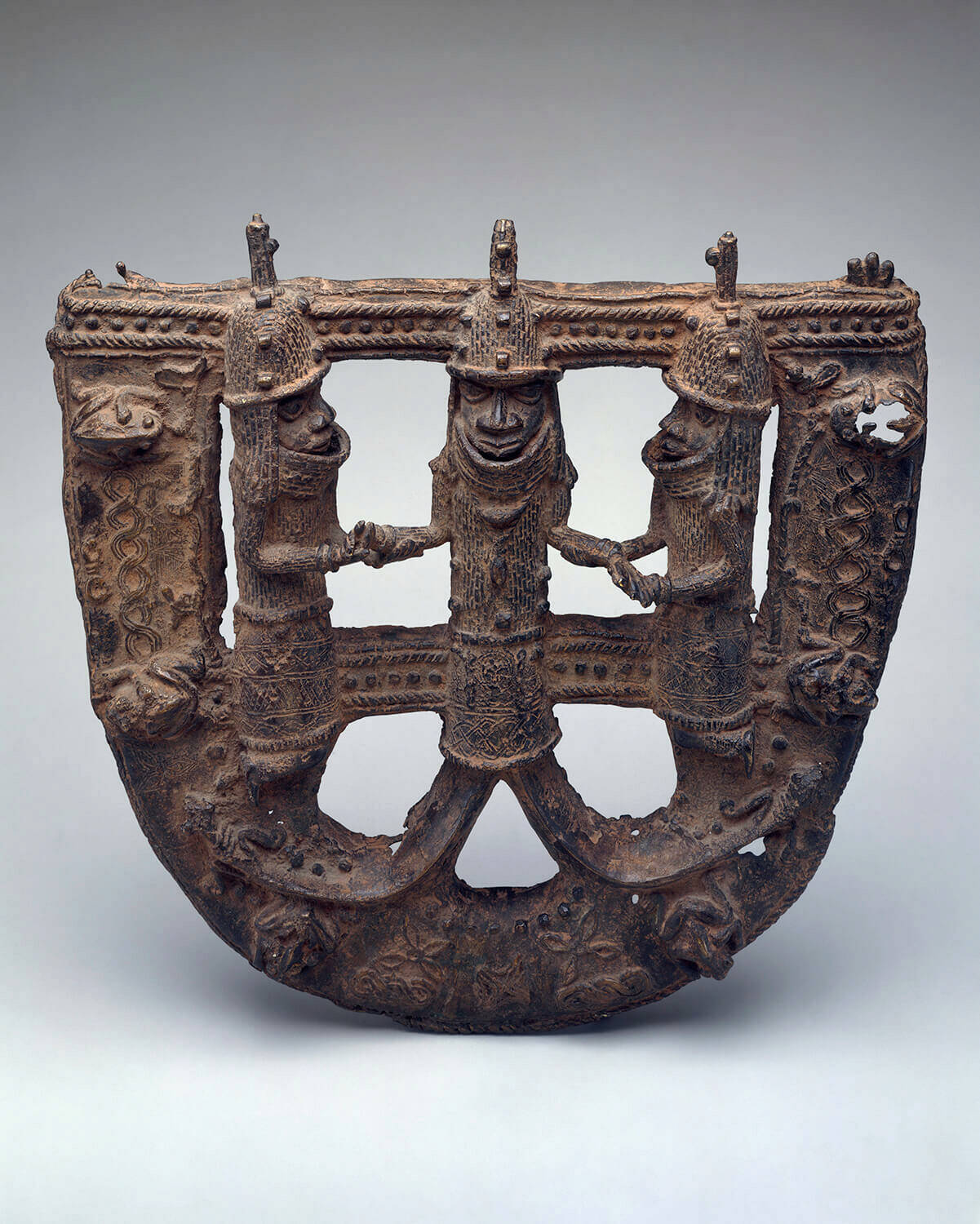
Plaque figurative représentant Oba Ohen et ses deux serviteurs, comme selon la tradition orale.

Après un certain temps, les effets des plantes qui avaient affecté Oba Ohen se renforcent au point qu'il devienne paralysé des jambes . Il tente de dissimuler son infirmité à ses chefs et à ses sujets, craignant d'être rejeté et tué ou exilé . Il ordonne à ses serviteurs de le porter à la salle du conseil avant l'arrivée des chefs, et de l'emmener après leur départ . Il cherche également divers remèdes à son état, comme l'utilisation de têtes de crocodile comme symbole de protection, et la fondation d'un sanctuaire Olokun majeur à Urhonigbe (en), où il espère recevoir la guérison de la divinité de l'eau .
La paralysie d'Oba Ohen est découverte par son Iyasẹ (premier ministre), Emuze, curieux du comportement inhabituel de l'Oba . Il découvre qu'il doit se faire porter par ses serviteurs  et se fait tuer pour l'avoir espionné . L'ordre d'exécution provoque la colère des autres chefs  qui creusent un trou sous le trône . En croyant s'asseoir dessus, il tombe dans le trou et le chefs et le peuple le lapident avec des grains de craie .
Ce récit traditionnel illustre le fait qu'un Oba paralysé est perçu comme incapable de régner. Quelle que soit l'origine de sa paralysie, celle-ci est effectivement tenue secrète. Avec l'aide d'un cercle de serviteurs très proche, il parvient à dissimuler cette pathologie notamment en entrant toujours en premier et en sortant en dernier des salles du conseil. Il est probable qu'Ohen soit affecté par une faiblesse musculaire des jambes depuis sa naissance, et que la situation se soit aggravée avec le temps.

### Mort
Oba Ohen meurt après un règne de 36 ans, laissant quatre fils : Egbeka, Orobiru, Ogun et Uwaifiokun . Son fils illégitime tente de lui succéder . Cependant, cette succession sera reportée après plusieurs obstacles face aux revendications de ses frères aînés qui souhaitent l'empêcher de gouverner   . C'est tout d'abord son premier fils, Egbeka qui lui succède afin de régner entre 1370 et 1400.

## Postérité et artisanat
Oba Ohen est commémoré par les figures ressemblant à des Olokun aux pattes de poisson, courantes dans l'art béninois, symbolisant sa paralysie et son lien avec la divinité de l'eau . Sa liaison secrète et sa paralysie sont également liées à certains symboles et rituels de la culture béninoise, comme les têtes de crocodile, le festival masqué Ekoko n'Ute . Sa mort par lapidation à la craie est également resté dans les mémoires du peuple béninois comme un événement tragique et honteux, et un adage le commémore : « La curiosité a tué le Premier ministre d'Ohen, et la méchanceté a tué Ohen lui-même » .
Certains objets font partie des plus beaux objets des bronzes du Bénin. Plusieurs plaques représentent notamment Ohen encadré par deux assistants et ses jambes sont en forme de queue de poisson. L'art de cour et d'apparat du royaume du Bénin est entièrement voué à confirmer le pouvoir de l'Oba et prend particulièrement son essor à la fin du XVe siècle sous l'impulsion des Obas tels qu'Ohen qui soutiennent l'artisanat de la fonte de laiton. 
La représentation de l'Oba est l'exemple le plus parlant de l'importance que revêt la personnification des Oba dans l'artisanat du laiton afin de le commémorer ou immortaliser sa légende véhiculée par la tradition orale. Plusieurs plaques le représentent déjà sous cette forme lorsqu'Ewuare en fait la demande pour honorer son père.

## Lectures complémentaires
- R. E. BRADBURY, Benin Studies, Routledge, 10 mai 2020 (ISBN 978-1-138-49211-0)